# Patrick Novaretti
Patrick Novaretti (5 de abril de 1957) é um nadador monegasco. Participou dos Jogos Olímpicos de Verão de 1976, mas não ganhou medalhas.